# Paços Municipais de Viana do Castelo
Os Paços Municipais de Viana do Castelo, ou Câmara Municipal de Viana do Castelo, situam-se no centro histórico de Viana do Castelo, na praça onde se localizava a antiga porta de São Tiago de acesso ao burgo muralhado. Construídos na primeira década do século XVI por ordem de D. Manuel para casa da Câmara, foi também cadeia, mercado de pão e farinha, biblioteca e é hoje um centro cultural. 
O edifício enquadra-se, estílistica e espacialmente, na tradição gótica.
A antiga Câmara Municipal de Viana do Castelo está classificada como Monumento Nacional desde 1910.

## História
O actual edifício veio substituir o edifício primitivo, situado na praça onde hoje se encontra a Igreja Matriz. Com a expansão da cidade a partir da segunda metade do século XV, o centro político e cultural da cidade foi progressivamente transferido para oeste, ocupando o terreno do Campo do Forno. A construção iniciou-se em 1505, no exterior das muralhas, e é provável que em 1510 já estivesse concluída. No piso térreo funcionava o mercado do pão e farinha.
Nesse mesmo ano é dada autorização para a construção da cadeia nas traseiras da Câmara, adossada à muralha, entre a Rua da Mesiricórdia e a Rua das Padeiras. Do lado da misericórdia existia um fosso e no interior um pátio. Em finais do século XIX a cadeia é transferida para o Convento de São Domingos. As ameias, de gosto romântico, são colocadas no final do século XIX. Em 1912 é inaugurada no edifício a biblioteca municipal, que seria em 1923 transferida para o edifício do actual Museu Municipal. Durante a década de 1930, o portal maneirista é substituído por um arco semelhante aos laterais. Durante a primeira metade da década de 1950são feitos vários estudos e propostas para arranjo da envolvente, e em 1956 são demolidas todas as construções anexas ao edifício, incluindo a cadeia, e desmontado o portal de Mexia Galvão que seria novamente colocado em 1988.